# 莱特雅妮站
莱特雅妮站是一座布拉格地铁C线的地铁站。此站站名是C线的终点站。